# Litla Geitarøyna
Litla Geitarøyna est une île dans le landskap Sunnhordland du comté de Vestland. Elle appartient administrativement à Øygarden.

## Géographie
Rocheuse et couverte d'arbres, à l'est de Geitarøyna, elle s'étend sur environ 162 m de longueur pour une largeur approximative de 150 m.